# Salacia ramosissima
Salacia ramosissima är en nässeldjursart som först beskrevs av George James Allman 1885.  Salacia ramosissima ingår i släktet Salacia och familjen Sertulariidae. Inga underarter finns listade i Catalogue of Life.